# 3367 Alex
3367 Alex (1983 CA3) là một tiểu hành tinh vành đai chính được phát hiện ngày 15 tháng 2 năm 1983 bởi Thomas, N. G. ở Flagstaff (AM).